# Space Systems (Airbus)
Space Systems est une entité de la division Airbus Defence & Space du groupe Airbus spécialisée dans la conception et la fabrication de satellites, les équipements pour les systèmes de télécommunications civils et militaires, l'observation de la Terre et les programmes scientifiques et de navigation.

## Histoire

Logo d’Astrium (2000).

Logo d’EADS Astrium (2006).

Logo de la division Astrium (2010).

En 1990, le français Matra et le britannique Marconi Electronic Systems mettent en commun leur activité spatiale pour créer Matra Marconi Space.
En 2000, lors de la création d’EADS, la fusion des sociétés Matra Marconi Space (en), la division spatiale de DaimlerChrysler Aerospace (Allemagne) et CRISA (es) (Espagne) permet de constituer une nouvelle société nommée Astrium, au sein de la division spatiale du groupe.
En 2003, BAE Systems vend à EADS les 25 % de parts qu'il détenait. Fin 2003, EADS Astrium emploie 6 092 personnes dans quatre pays (par ordre d'importance en nombre de salariés : France, Royaume-Uni, Allemagne et Espagne), pour un chiffre d'affaires de 1,3 milliard d'euros.
Au 1er juillet 2006, la division spatiale du groupe EADS prend le nom « Astrium » qui comprend trois unités : Astrium Satellites (l'ex-EADS Astrium d'avant 2006), Astrium Space Transportation (l'ex-EADS Space Transportation) et Astrium Services.
Le 7 avril 2008, Astrium acquiert 80 % du britannique Surrey Satellite Technology Ltd, plaçant ainsi la conception et la fabrication de petits satellites dans son périmètre.
Entre 2014 et 2016, EADS devient le groupe Airbus, et Airbus Defence & Space est créé à partir de plusieurs anciennes divisions. L’entité Space Systems regroupe les satellites, les systèmes orbitaux et les lanceurs, avant que ces derniers partent vers Airbus Safran Launchers.
Dirigeants
- 1995 : Armand Carlier (Matra Marconi Space)
- 2000 : Armand Carlier, Joseph Kind, Klauss Ensslin (Astrium)
- 2001 : Antoine Bouvier, Joseph Kind, Evert Dudok, Chris Chant (Astrium), François Auque (division spatiale d’EADS)
- janvier 2002 : Antoine Bouvier  (Astrium)[3], François Auque (division spatiale d’EADS)
- juin 2007 : Evert Dudok (Astrium Satellites)[4], François Auque (Astrium)
- octobre 2012 : Éric Béranger (d) (Astrium Satellites)[5], François Auque (Astrium)
- 2014 : François Auque (Space Systems)
- juillet 2016 : Nicolas Chamussy (d) (Space Systems)[6],[7]
- juin 2019 : Jean-Marc Nasr (d) (Space Systems)[8]

## Satellites de télécommunication
Les satellites de télécommunication utilisent la plate-forme commune Eurostar. Depuis 2007, la plate-forme lourde de satellites de télécommunications Alphabus est développée en coopération avec Thales Alenia Space, avec une première application : Alphasat I-XL.
Astrium Satellites participe au développement de Galileo, le système de positionnement de l'Union européenne, dont le lancement des quatre premiers satellites est prévu pour 2011.

## Satellites scientifiques
Parmi les principaux programmes dont Astrium Satellites assure actuellement la maîtrise d'œuvre, figurent les satellites :
- la mission SoHO qui étudie le Soleil, lancée en 1995
- la sonde Cassini-Huygens, lancée en 1997
- le projet XMM-Newton (XMM pour X-Ray Multi Mirror), le plus grand télescope spatial à rayons X jamais mis en œuvre, lancé fin 1999
- la flotte des quatre satellites CLUSTER-2, lancée en 2000
- Mars Express, lancée en 2003
- la sonde Rosetta pour l'exploration d'une comète, lancée en 2004
- Venus Express lancée en 2005
- le spectrographe Nirspec multi-objets dans l'infrarouge proche destiné au télescope spatial James-Webb (JWST), successeur du célèbre télescope spatial Hubble
- le satellite Gaia de cartographie stellaire, lancé en 2013
- la sonde BepiColombo pour l'exploration de Mercure, dont le lancement a eu lieu en 2018.
- CryoSat de l’ESA pour l’observation des régions polaires, lancé en 2010
- ADM-Aeolus pour l'étude la vitesse des vents, lancé en 2018
- GOCE pour la modélisation du champ de gravité de la Terre, lancé en 2009
- EarthCARE pour l'étude du bilan radiatif terrestre et l'interaction entre les différentes masses gazeuses dans l'atmosphère, dont le lancement est prévu en 2024
- les satellites météorologiques MetOp d’Eumetsat
- le satellite optique d'observation de la Terre haute résolution de nouvelle génération Pléiades du CNES
- le satellite radar haute résolution de surveillance terrestre TerraSAR-X

## Filiales
- Infoterra France SAS 100 %,
- Infoterra Deutschland GmbH 100 %,
- Infoterra UK Ltd 100 %,
- Infoterra SGSA (Espagne) 60 %,
- Infoterra Hungary Ltd,
- Spot Image 81 % (commercialise les images du satellite Spot),
- Eurimages 49 %,
- Auspace 100 %

## Sites
- France : Toulouse (siège)[10], Élancourt
- Royaume-Uni : Poynton, Stevenage, Portsmouth
- Allemagne : Munich, Friedrichshafen
- Espagne : Tres Cantos